# Belizische Fußballnationalmannschaft der Frauen
Die belizische Fußballnationalmannschaft der Frauen repräsentiert den zentralamerikanische Staat Belize im internationalen Frauenfußball.

## Geschichte
Der nationale Verband Football Federation of Belize ist Mitglied im Weltverband FIFA und im Regionalverband CONCACAF. Daher sind sie an der Qualifikation für die CONCACAF W Championship berechtigt. Das erste Länderspiel in der Geschichte fand aber im Rahmen der Zentralamerikanischen Spiele 2001 statt und endete mit einer 0:18-Niederlage gegen Guatemala.
Erstmals an der Qualifikation zu einer Ausgabe des Turniers nahm die Mannschaft im Vorfeld des CONCACAF Women’s Gold Cup 2010 teil. Bei dieser als auch der folgenden Qualifikationsphase erreichte man aber stets keinen einzigen Punkt und schloss somit immer als letzter seiner Gruppe ab. Für die Qualifikation zum Turnier im Jahr 2018, meldete man dann gar nicht erst. Bei der Qualifikation zur Ausgabe 2022, war man dann wieder dabei und konnte nach zwei hohen Niederlagen zum Start am 6. April 2022 gegen Aruba erstmals mit einem 1:1 ein Unentschieden erzielen. Danach folgte zudem am 12. April gegen Barbados mit 3:0 schlussendlich auch der erste Sieg. Damit platzierte sich die Mannschaft am Ende der vier Spiele zumindest auf dem dritten Platz der Gruppe, bestehend aus fünf Teilnehmern.

## Weltmeisterschaft
| - 1991: keine Teilnahme, erstes Spiel erst 2001 - 1995: keine Teilnahme, erstes Spiel erst 2001 - 1999: keine Teilnahme, erstes Spiel erst 2001 - 2003: nicht gemeldet - 2007: nicht gemeldet | - 2011: nicht qualifiziert - 2015: nicht qualifiziert - 2019: nicht gemeldet - 2023: nicht qualifiziert |

## CONCACAF W Championship / CONCACAF Women’s Gold Cup
| - 1991: keine Teilnahme, erstes Spiel erst 2001 - 1993: keine Teilnahme, erstes Spiel erst 2001 - 1994: keine Teilnahme, erstes Spiel erst 2001 - 1998: keine Teilnahme, erstes Spiel erst 2001 - 2000: keine Teilnahme, erstes Spiel erst 2001 - 2002: nicht gemeldet | - 2006: nicht gemeldet - 2010: nicht qualifiziert - 2014: nicht qualifiziert - 2018: nicht gemeldet - 2022: nicht qualifiziert |